# Combat de Fleurigné (1793)
Pour les articles homonymes, voir Combat de Fleurigné.
Chouannerie
Batailles
- 1er Vannes
- Fouesnant
- Scrignac
- Lannion
- Pontrieux
- Bourgneuf-la-Forêt
- Plumelec
- Savenay
- Loiré
- Ancenis
- 2e Vannes
- Pluméliau
- Pontivy
- 1er La Roche-Bernard
- 1er Rochefort-en-Terre
- Pacé
- Guérande
- Fleurigné
- Fougères
- Vitré
- Mané-Corohan
- Plabennec
- Saint-Pol-de-Léon
- Kerguidu
- Lamballe
- Saint-Perreux
- 2e Rochefort-en-Terre
- 2e La Roche-Bernard

La combat de Fleurigné  se déroula à la suite d'une révolte paysanne contre la levée en masse lors de la Pré-Chouannerie.

## Prélude
Le 18 mars, les opérations de recrutement commencent dans le canton de Fleurigné. Cependant l’annonce de groupes de paysans armés fait fuir les patriotes qui interrompent la levée et se réfugient à Fougères. Les communes de Luitré, Parigné, La Chapelle-Janson, Beaucé et Landéan se soulèvent les premières. 
Les insurgés marchent sur Laignelet où ils maltraitent le prêtre constitutionnel et pillent son presbytère. Ils gagnent ensuite Fleurigné où ils pillent la demeure du prêtre constitutionnel qui cette fois-ci a pris la fuite. Des troubles éclatent également à Louvigné-du-Désert, où le maire et des officiers municipaux sont blessés et l’arbre de la liberté est abattu aux cris de « Vive le Roi ! » .
De plus en plus de paysans rejoignent les insurgés : le 19 mars, 4 000 hommes se rassemblent à Landéan. Le commissaire Foubert qui y dirige les opérations de recrutement est blessé et fait prisonnier. Parmi les chefs des rebelles on compte ; Julien Bossard, maire de Landéan, Le Tanneur des Villettes, Michel Larcher-Louvière, ancien maire de Louvigné-du-Désert et les frères Louis et Aimé Picquet du Boisguy à la tête des insurgés de Parigné,.
À ce moment, les représentants Billaud-Varenne et Sevestre alors en route pour Rennes, constatent à Landéan le début de l’insurrection. Ils se présentent alors, sans se nommer, à Bossard et Le Tanneur des Villettes et les engagent à négocier avec les autorités, puis ils regagnent Fougères.

## Le combat
Le 19 mars, à 5 heures du matin, une colonne de 60 gardes nationaux, accompagnée d'une pièce de canon, sort de Fougères et se dirige sur Fleurigné. Arrivée dans la commune, elle disperse sans peine les quelques groupes d’insurgés présents. Quelques heures, elle est rejointe par une autre colonne de 300 Chasseurs à pied de la Charente. Les Républicains retournent sur Fougères, mais à la sortie de Fleurigné, ils tombent sur un groupe de 200 paysans embusqués. Cependant ces derniers, voyants le nombre de leurs adversaires, prennent la fuite sans combattre. Les gardes nationaux et les chasseurs se séparent à Beaucé, les second poursuivent leur marche en direction de Vitré.
Mais peu de temps après le départ des Républicains, 2 000 insurgés entrent à Fleurigné où ils pillent les voitures des chasseurs charentais, puis se lancent à la poursuite des gardes nationaux. Avertis par le maire de Fleurigné, les patriotes ne peuvent éviter le combat. Ils se mettent en formation carrée et parviennent à repousser une première attaque des insurgés qui tentent de les envelopper. 
Finalement, encerclés par les paysans, les patriotes se rendent. Les insurgés s'emparent du canon, mais ils ne le gardent pas longtemps, car les 300 Chasseurs à pied accourent au bruit de la fusillade. Devant ces soldats d'élite, les paysans s'enfuient, laissant des prisonniers et le canon. 
D’après Toussaint de Pontbriand, les Républicains font des prisonniers, mais le combat n’a fait aucun mort, d'un côté comme de l'autre. En réalité on relève 3 morts du côté des révoltés.